# 三井嘉都夫
三井 嘉都夫（みつい かずお、1922年1月28日 - 2011年4月1日）は、日本の地理学者、陸水学者。法政大学名誉教授。

## 人物
静岡県富士郡今泉村（現：富士市）に生まれ、幼い頃、調査で静岡県を訪問した多田文男（東京大学名誉教授）の薫陶を受け地理学を志すと単身、縁者を頼り東京の旧制麻布中学に進学した。その後、1937年に創設されたばかりの法政大学高等師範部地理歴史学科に1941年に入学後、学徒動員に応じる。戦時下の苦労と戦後の動乱期を乗り切り、1946年5月から資源科学研究所解散まで嘱託研究員として勤務する傍ら、夜間部として新たに開設された法政大学文学部地歴学科の第1期生として1950年3月に卒業。同年7月には助手として採用され、助教授（1960年）を経て1966年に教授となり、多くの地理学徒を世に送り出した。
法政大学では1971年から1973年は大学院議長、同学文学部長（1973年-1975年）、学校法人理事（1981年-1984年）として要職を歴任する。また1974年から1992年の長きにわたって同学野球部長を務め、その間、東京都大学野球連盟の理事を拝命した。
研究分野は、毒水（どくすい）、地下水賦存と水利、洪水と水害、流送土砂の移動、河床変動、地下水塩水化・塩水遡上・水質汚濁など多岐にわたり、実証研究を重んじて日本各地を対象地域とした。海外も視野に入れ、1991年に日中合同調査隊長としてタクラマカン砂漠に赴いたほか、多くの論文を残している。
研究成果の根底にみられるのは、人間生活とのかかわりによる自然環境の変貌過程の実証的な考察である。水害の例では木曽川流域の調査（1956年度）に参加し、この時の空中写真を判読して作られた「木曽川流域濃尾平野水害地形分類図」（大矢雅彦作成）ほかが、1959年9月の伊勢湾台風（台風15号）における浸水と低地の微地形との対応をはっきりと示したように、水利用と開発・保全などの諸問題を通じて、地理学の社会性に寄与することを研究テーマとした。富士山をあおぐ岳南地域は駿河和紙の生産など伝統産業の水需要を支え、やがて産業活動の近代化による水質の劣化と農業への影響がつのると地質調査所で調査が行われる。やがて工業廃水にも注目が集まり対策協議会が発足、1950年代から1970年代半ばまで行政が地下水取水の条例、規定や担当部署の設定あるいは排水路整備を施策した。しかしながら開発の持続可能性を危ぶむ声が高まる時期もあり、三井は対策の評価を試みた。
これらは、長年にわたって薫陶を受けた多田文男の標榜（ひょうぼう）した「応用地形学」を体系化する礎石の一つを担ったものである。多田文男の著書『自然環境の変貌－平野を中心として－』の中にもその成果が抄録記載されているのも、多田地理学の伝統を継承する一人であることを示唆するものである。（市瀬由自、1992）
多田門下である大矢雅彦・市瀬由自とは、資源科学研究所（資源研）時代（1960年代）から交流が深く、共同研究や法政大学と早稲田大学の連携の中で、あるいは講師として教壇に立った大学で多くの地理学者を育てた。

## 公職
- 科学技術庁資源調査会専門委員[1]
- 練馬区緑化委員会会長[1]
- 1991年、1992年 日中合同タクラマカン沙漠調査隊総長[41]
- 1987年 日本水文科学会監査委員[42]
  - 水文学研究会役員（1977年-1981年運営委員、1982年-1983年評議員）[42]
- 日本陸水学会評議員[1]
- 日本陸水物理研究会会長[43]
- 2004年 日本水文科学会名誉会員[42]

## 叙位・叙勲
- 1996年 勲三等旭日中綬章[1]

## 主要著書・論文

### 単行本
- 1955年『日本文化地理風土記』和歌森太郎・小川徹編、河出書房
- 1956年『現代地理学講座』多田文男・石田龍次郎編、河出書房
- 1957年『世界文化地理体系』平凡社
- 1959年『大学教養人文地理学』青野壽郎編、森北出版
- 1978年『地理学』西岡秀雄ほか、私立大学通信教育協会
- 1981年『地形学辞典』町田貞ほか、二宮書店
- 1984年『自然地理学（海洋・陸水）』法政大学

### 学術論文
- 1949年「富士山南麓の地下水」（『資源科学研究所彙報』、資源科学研究所。13）
- 1952年「鹿児島県シラス台地の崖崩れ」（『東大地理学研究』2）
- 1954年「吾妻火山の毒水について」（『資源科学研究所彙報』第33号。1-7）
- 1958年「渡良瀬川河畔の地下水」（『法政大学文学部紀要』第4号。）
- 1960年「狩野川の河床変動と洪水」（『地理学評論』、日本地理学会、第33巻第3号。）
- 1960年「人為に伴う河床変動に関する地理学的研究」（学位論文）[44]
- 1961年「鹿屋市周辺の地下水（第Ⅲ報）」（『資源科学研究所彙報』第54号。54-55）
- 1967年「九頭竜川の河床変動と流送土砂礫の実態」（編）、科学技術庁資源局
- 1972年「関東諸河川の水質の変貌 (水文地理学特集)」（『地理学評論』00167444、日本地理学会、第45巻第2号。76-87。）
- 1979年「村田川の汚濁機構解明調査」（『水利科学』水利科学研究所、第129号。70-90。）
- 1981年「ランドシステムの自然地理学 (文化・資源・環境--国際地理学会議からの報告<特集>) -- (セクション)」（『地理』古今書院。第26巻第1号。40-41。）
- 1986年 桑原正見、井上奉生、佐藤典人（共著）「河川の水質汚濁化とし尿処理排水(2)」（『水利科学』水利科学研究所、第169号。75-100。）
- 1991年「狩野川台風水害の思い出から」（『地理学雑誌』第100巻第1号。172。）doi:10.5026/jgeography.100.172
- 1994年「日中合同タクラマカン沙漠の自然環境調査-1-タクラマカン周辺の山と河」（『地理』第39巻第1号。7、74-83。）

### 注
1. ↑  （毒水とは）火山活動による酸性の温泉水や硫化物鉱山からの廃水による強酸性の水。……物理的・化学的除毒方法が行われ、吾妻(あがつま)川の石灰中和は有名。[6]。

## 関連文献
- 多田文男『自然環境の変貌：平野を中心として』東京大学出版会、1964年。ISBN 4130610511、ncid BN01790935。
- 三井嘉都夫教授還暦記念事業会（編）『環境科学の諸断面 : 三井教授還暦記念論文集』土木工学社、1982年。ISBN 4886240550。
- 「特集 三井嘉都夫先生の思い出, 座談会 三井嘉都夫先生を偲んで」『法政地理』法政大学地理学会、2012年3月22日。第44号、71-98。issn 0912-5728、ncid AN00226190。